# Rdest szczawiolistny

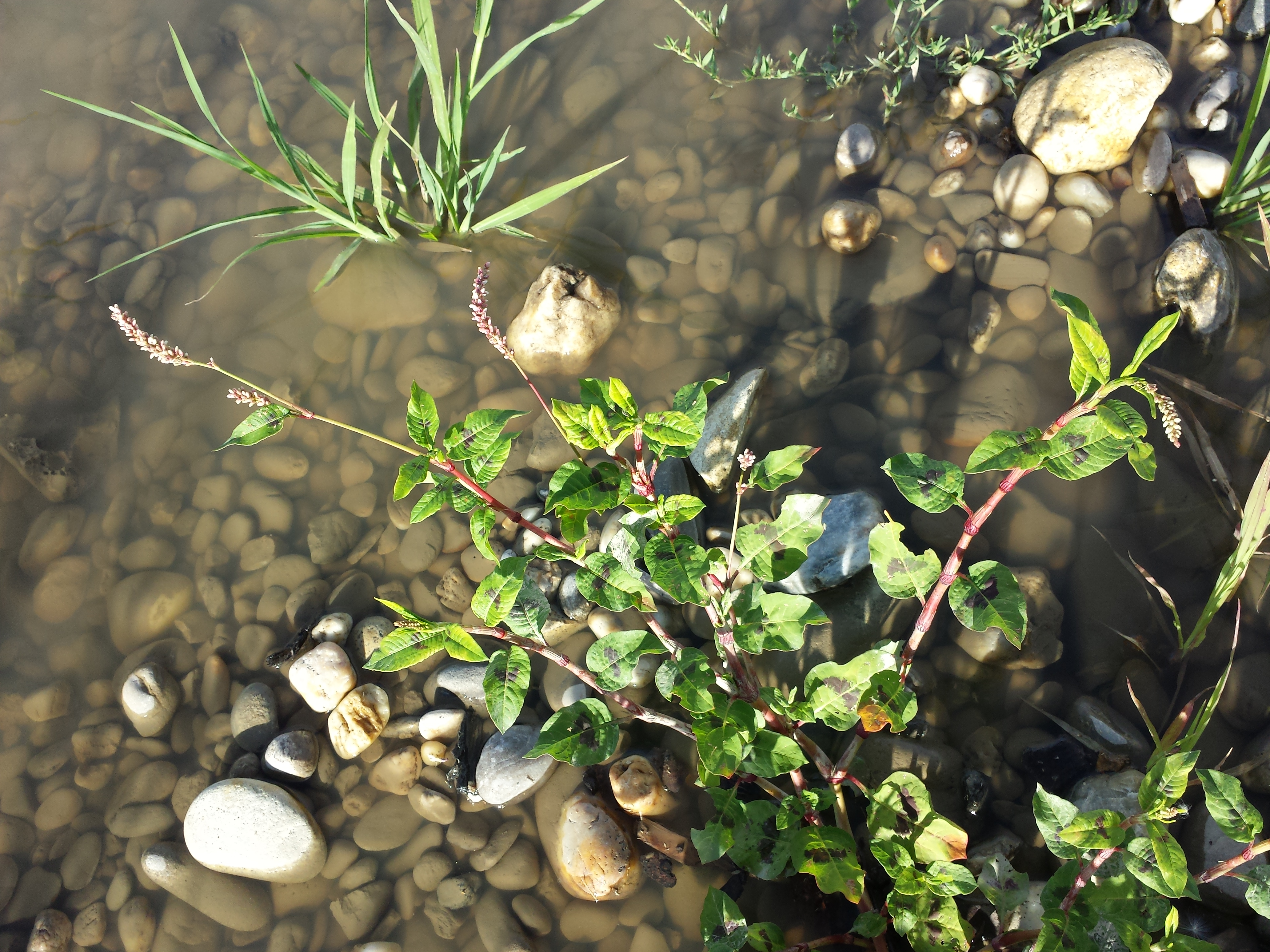
Podgatunek brittingeri rosnący gł. nad rzekami z eliptycznymi liśćmi

Rdest szczawiolistny (Persicaria lapathifolia) – gatunek rośliny z rodziny rdestowatych (Polygonaceae). Występuje na rozległych obszarach półkuli północnej na południu sięgając do południowego Meksyku w Ameryce Północnej, Etiopii w Afryce oraz Azji południowo-wschodniej i Nowej Gwinei. Jako gatunek introdukowany rośnie w Ameryce Południowej, w południowej Afryce i w Nowej Zelandii. W Polsce jest gatunkiem pospolitym na całym obszarze.

## Morfologia
PokrójRoślina zielna osiągająca od 10 do 100 cm wysokości, o łodydze wzniesionej, podnoszącej się lub lekko płożącej, czasem korzeniącej się w węzłach, zwykle w nich zgrubiała. Łodyga naga, rzadko owłosiona lub też ogruczolona, czasem czerwono nabiegła.
LiścieO bardzo zróżnicowanym kształcie – od wąskolancetowatych, przez lancetowate do jajowatych i niemal okrągłych, na wierzchołku zaostrzonych, u nasady zbiegających, z bardzo krótkim ogonkiem. Na wierzchu blaszki liściowej w części centralnej często obecna jest ciemna plama. Blaszka liściowa naga lub owłosiona. U nasady ogonka znajduje się błoniasta, dość luźna gatka, z której górnej krawędzi wyrastają krótkie włoski do 0,5–0,8 mm długości.
KwiatyZebrane w gęsty, walcowaty kwiatostan długości od 1,5 do 4,5 cm. Tworzą go zbite skrętki, na których rozwija się od 1 do 3 kwiatów. Skrętki wsparte są błoniastymi przysadkami, poza tym każda szypułka kwiatowa (podobnej długości jak okwiat) wsparta jest także błoniastą gatką. Różne elementy kwiatostanu pokryte są żółtymi gruczołkami. Okwiat ma 2 do 4 mm długości i kolor od różowego do zielonkawego i białego. Pręcików zwykle jest 6. Słupek z dwiema szyjkami.
OwoceSoczewkowate orzeszki długości od 1,8 do 3,5 mm, błyszczące, o barwie od jasnobrązowej do czarnej.
Gatunki podobneW Europie Środkowej gęste, walcowate kwiatostany ma także rdest plamisty P. maculosa. Różni się on dłuższymi włoskami na górnej krawędzi gatki (od 1 do 3 mm) oraz nagim, pozbawionym gruczołków kwiatostanem. Walcowate kwiatostany ma także rdest ziemnowodny P. amphibia, ale różni się m.in. zaokrągloną lub sercowatą, a nie zwężającą się nasadą blaszki liściowej, a także wyrastaniem ogonka liściowego z górnej połowy gatki, a nie w dolnej.

## Systematyka
Jeden z ok. 60 gatunków z sekcji Persicaria z rodzaju Persicaria. Dawniej wraz z całą tą grupą gatunków włączany był w ramach sekcji Persicaria do rodzaju rdest Polygonum (stąd nazwa zwyczajowa), ale w takim ujęciu rodzaj ten był parafiletyczny (rośliny z rodzaju Persicaria są bliżej spokrewnione z gryką Fagopyrum niż z Polygonum sensu stricto).
Gatunek ten jest bardzo zmienny morfologicznie i opisano w jego obrębie ponad 20 taksonów wewnątrzgatunkowych, przy czym ich ranga taksonomiczna jest dyskusyjna i zasadność wyróżniania przynajmniej części podgatunków jest kwestionowana na podstawie szczegółowych analiz morfometrycznych i allozymów. Jest też uznawany za gatunek zbiorowy, w obrębie którego wyróżnia się szereg drobnych gatunków.
Podgatunki wyróżniane w Europie Środkowej:
- subsp. lapathifolia (syn. P. nodosum Pers.) – liście nagie lub skąpo owłosione; ponad 4 razy dłuższe niż szersze; owoc ok. 2 mm długości; różne siedliska – brzegi wód, pola, tereny ruderalne;
- subsp. pallidum (With.) Fries. (syn. P. tomentosum Schrank) – liście gęsto, filcowato owłosione, zwłaszcza od spodu; ponad 4 razy dłuższe niż szersze; owoc ok. 3–3,5 mm długości; zazwyczaj spotykany w uprawach, rzadziej na terenach ruderalnych;
- subsp. brittingeri (Opiz.) Rech. (syn. P. brittingeri Opiz) – liście owłosione, zwłaszcza w dole łodygi; eliptyczne do okrągławych; owoc ok. 2–2,5 mm długości; kwiatostany zwykle nieco rozluźnione, wąsko walcowate; w odróżnieniu od ww. okwiat w czasie owocowania z wyraźnymi żyłkami; zazwyczaj spotykany na brzegach rzek.

## Biologia i ekologia
Roślina jednoroczna. Kwitnie od lipca (rzadziej wcześniej) do października. Rośliny te występują w miejscach wilgotnych na brzegach rzek, jako chwasty w uprawach na polach i w ogrodach oraz na siedliskach ruderalnych.